# راهول باجاج
راهول باجاج (انگلیسی: Rahul Bajaj؛ زادهٔ ۱۰ ژوئن ۱۹۳۸) کارآفرین، سرمایه‌دار و سیاستمدار اهل هندوستان بود.
راهول باجاج در ۱۲ فوریه ۲۰۲۲ در پونا، مهاراشترا، هند در سن ۸۳ سالگی درگذشت.